# Prevlaka (Czarnogóra)
Prevlaka (cyr. Превлака) – wieś w Czarnogórze, w gminie Cetynia. W 2011 roku liczyła 15 mieszkańców.